# Matthias Lechner
Matthias Lechner (Schwäbisch Hall, 27 de febrero de 1970) es un Diseñador visual alemán; Trabaja como director artístico de animación, diseño de personajes y la animación de fondo para varios largos metrajes europeos y americanos.

## Biografía
Matthias Lechner nació en Schwäbisch Hall, Alemania, su interés por todo lo relacionado con el cine de animación hace que se mude en 1990 a Dublín, Irlanda como estudiante en el College Ballyfermot. Tras graduarse vuelve a Hamburgo y  trabaja para los estudios de TFC Trickompany como fondista en las películas Der Kleene Punker y Felidae. En 1997 se traslada a Dinamarca para ser Director artístico en los estudios A. Film A/S. Su trabajo original sobre la película ¡Socorro, Soy un Pez!, definido por las influencias visuales de los maestros de la fotografía B/N y el estilo modernista alemán Jugendstil será una meta importante en su carrera.

## referencias
- Matthias Lechner en Internet Movie Database (en inglés).

- Datos: Q6791575